# Halmaherasolfjäderstjärt
Halmaherasolfjäderstjärt (Rhipidura torrida) är en fågel i familjen solfjäderstjärtar inom ordningen tättingar.

## Utseende och läte
Halmaherasolfjäderstjärt är en liten och aktiv tätting med en lång och ljusspetsad stjärt. Den är varmt brunorange på panna, övergump och stjärtrot, medan ovansidan i övrigt är gråbrun. Undersidan är ljus, med vit strupe och svartfläckat bröst. Lätena och sången är båda klingande och ljusa.

## Utbredning och systematik
Halmaherasolfjäderstjärt förekommer i norra Moluckerna på öarna Halmahera, Ternate, Bacan och Obi. Den behandlas som monotypisk, det vill säga att den inte delas in i några underarter. Tidigare kategoriserades den som underart till rostgumpad solfjäderstjärt (R. rufifrons) och vissa gör det fortfarande. Sedan 2023 urskiljs den dock som egen art av IOC och eBird/Clements.

## Levnadssätt
Halmaherasolfjäderstjärt bebor huvudsakligen bergsbelägna skogar. Där rör den sig aktivt och reser och breder ut sin stjärt ofta.

## Status
IUCN erkänner den ännu inte som art, varför dess hotstatus inte bestämts.